# Linda tristeza
Linda tristeza es la primera canción con la cual arranca el álbum Sólo Muerdo Por Ti, el cuarto de la discografía de la artista madrileña 'Nena Daconte'. Está compuesta íntegramente por Mai Meneses, y producida junto a Manuel Colmenero y Javibu Carretero. Es una de las canciones favoritas para ser el tercer single de Sólo muerdo por ti según los fanes.

## Acerca de la canción
Linda tristeza habla de un amor maduro, de cuando quieres mucho a la otra persona y te gusta todo de ella, tanto lo bueno y como lo malo. La canción arranca con unos sonidos muy oscuros, donde la guitarra de Mai predomina. Sin embargo, al llegar al estribillo, la canción coge potencia y gancho, típicos de los primeros álbumes de su discografía. Cuando vuelve a las estrofas, la canción vuelve a tonarse de oscura. Es, junto a Pierdo el tiempo, la primera canción del álbum que no ha sido single de presentación.